# Johannes Sleidanus
Johannes Philippson ou Philippi ou Sleidanus, d'après son lieu de naissance, Schleiden (duché de Luxembourg), né en 1506 et mort en 1556, est un historien et diplomate luxembourgeois.

## Biographie
Né en 1506 à Schleiden, dans le duché de Luxembourg, alors inclus dans les Pays-Bas espagnols ou catholiques, il étudie les langues anciennes et la littérature à Liège et à Cologne, et le droit et la jurisprudence à Paris et à Orléans.
Il entre au service du cardinal du Bellay où il est employé dans les négociations avec les protestants allemands sur une alliance possible contre Charles Quint, et participe en 1541 à la diète de Ratisbonne et en 1544 à celle de Spire, mais ayant adopté les opinions protestantes, il doit partir s'installer cette même année à Strasbourg en raison de la rigueur des édits de François Ier contre les protestants. 
À Strasbourg, il obtient de Philippe de Hesse la charge d'historien de la ligue de Smalkalde, et commence à écrire son histoire de la Réforme, dont le premier volume est achevé en 1545. Il poursuit parallèlement son activité de diplomate et participe en décembre 1545 à l'ambassade française auprès d'Henri VIII. 
La fin de la guerre de Smalkalde le prive de ses ressources et il obtient une pension de la ville de Strasbourg. En 1551-1552, il la représente au Concile de Trente, chargé également des pouvoirs donnés par les villes d'Esslingen, Ravensbourg, Reutlingen, Biberach et Lindau. 
Il meurt le 31 octobre 1556 à Strasbourg.

## Hommages
Une rue de Strasbourg porte son nom, dans le quartier du Conseil des XV.

## Publications
- De quatuor summis imperiis, babylonico, persico, graeco et romano (Strasbourg, 1556). Traduction en français anonyme publiée par Jean Crespin à Genève en 1557 (Gilmont, n°103),  autres traductions par Antoine Teissier (Berlin, 1710), et par Antoine Hornot (1757) ;
- De statu religionis et rei publicae Carolo V. Caesare commentarii (« Commentaires sur l'État de la religion et des affaires publiques sous le règne de Charles Quint ») (Strasbourg, 1555). Cet ouvrage, par son esprit d'objectivité et son étude des arrière-plans politiques, est à la base de l'historiographie moderne de la Réforme. Il a été traduit en français par Pierre Le Courayer sous le titre d’Histoire de la réformation (1767-1769).
- Il a en outre traduit les Chroniques de Froissart, les Mémoires de Philippe de Commynes, La Grande Monarchie de Claude de Seyssel.
- Histoire de l'estat de la religion, et république, sous l'empereur Charles cinquième. Ce qui est dauantage en ceste derniere edition, l'Epistre aux lecteurs le demonstera. En outre ont esté adionts trois liures des Quatre empires souuerains nouuellement mis en lumiere par ledit Autheur peu de temps auant son trepas, Strasbourg, 1558 (lire en ligne), p. 797